# Suaeda turkestanica
Suaeda turkestanica är en amarantväxtart som beskrevs av Dmitrij Litvinov. Suaeda turkestanica ingår i släktet saltörter, och familjen amarantväxter. Inga underarter finns listade i Catalogue of Life.